# Wild (Above the Tree & the E-Side)
Wild è il primo album del duo Above the tree & the E-Side prodotto dal Locomotiv Records nel 2011.

## Tracce
1. On The Road
2. W China
3. Safari F.C.
4. Bunga Bu
5. Svezia
6. Birds Fobik Town
7. Winter Queen
8. Somewhat Like Blues